# Paiku
Paiku (白虎, Paikū) é um kata do caratê, de origem, posto que incerta, certamente chinesa, haja vista que era praticado exclusivamente em Oquinaua pela família Nakaima, praticante de seu estilo particular Ryuei-ryu.

## Características
É uma forma bastante achegada de outras duas, Annan e Heiku, com forte influência do estilo do Tigre (Pai Hoo), de chuan fa.